# Eliza Lynn Linton
Eliza Lynn Linton (Keswick, Cumberland,  Reino Unido; 10 de febrero de 1822- Reino Unido, 14 de julio de 1898) fue una novelista, ensayista y periodista británica

## Vida
Nació en Keswick, Cumberland, y era la hija más joven de los doce hijos del Reverendo James Lynn, vicario de Keswick, y nieta por parte de su madre, Charlotte Alicia Lynn, del Dr. Samuel Goodenough, obispo de Carlisle.
Llegó a Londres en 1845 como protegida del poeta Walter Savage Landor. Al año siguiente escribió su primera novela Azeth, the Egyptian; Amymone, publicada en 1846 y Realities (1851). Ninguna tuvo gran éxito, y se convirtió en periodista, trabajando en el Morning Chronicle y All the Year Round.
En 1858 se casó con William James Linton, un tallista de madera, que también era poeta y escritor, así como un agitador cartista. En 1867 se separaron de forma amistosa, su marido se marchó a América y Eliza volvió a escribir novelas, obteniendo por fin la popularidad que deseaba. Sus obras más exitosas fueron The True History of Joshua Davidson (1872), Patricia Kemball (1874), y Christopher Kirkland.
Eliza Lynn Linton también fue una crítica severa sobre la figura de la "Nueva Mujer" de finales del siglo XIX. Su ensayo más famoso sobre este tema, "The Girl of the Period" fue publicado en la revista "Saturday Review" en 1868 y fue un ataque contra el feminismo. En 1891 escribió "Wild Women as Politicians", en la que manifestaba que la política era una esfera social y natural de los hombres, así como cualquier tipo de fama. "Entre nuestras mujeres más renombradas" -escribió- "existen algunas que dicen de todo corazón: Prefiero ser la esposa de un gran hombre o la madre de un héroe que ser famosa por mí misma." El antifeminismo y conservadurismo de Eliza Lynn Linton es un ejemplo del hecho de que la oposición el sufragio femenino y la lucha contra los derechos de las mujeres no solo estaba protagonizada por hombres.
Murió de neumonía en 1898.
Su obituario en el periódico The Times destacaba su "animosidad hacia todas, o por lo menos algunas, de las facetas de lo que se llama convenientemente la Nueva Mujer", pero añadía que "sería difícil reducir la visión de la Sra. Lynn Linton a lo que consideraba deseable o no para su propio sexo en una forma lógica y coherente."

## Obras
Entre las novelas publicadas por Piccadilly Noveles se incluyen:
- Patricia Kemball (1875)
- Atonement of Leam Dundas (1876)
- The World Well Lost (1877)
- Under which Lord? (1879)
- My Love! (1881)
- Ione (1883)
- Paston Carew (1886)